# Ikona Matki Bożej „Znak”

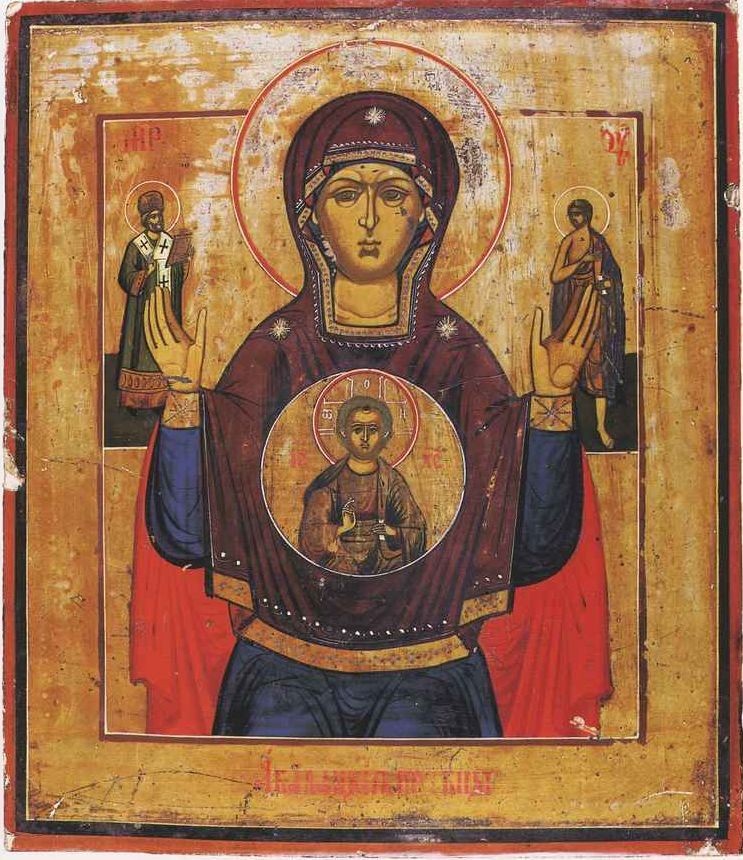
Abałacka Ikona Matki Bożej „Znak”, wariant ikony „Znak”

Ikona Matki Bożej „Znak” – jedna z prawosławnych ikon Matki Bożej typu Oranta, szczególnie czczona w Rosyjskim Kościele Prawosławnym. Ikona przedstawia Matkę Bożą z wzniesionymi w geście modlitewnym dłońmi, w pozycji siedzącej lub stojącej, z wyobrażeniem Jezusa Chrystusa jako dziecka na wysokości piersi.

## Historia
Ikona Matki Bożej „Znak” powstała w Konstantynopolu, gdzie czczona była w kościele w dzielnicy Blacherny (stąd zwano ją Blacherniotissa). Zyskała opinię cudownej po oblężeniu Nowogrodu przez wojska wielkiego księcia włodzimierskiego Andrzeja I Bogolubskiego. Mieszkańcy miasta, widząc przewagę liczebną przeciwnika zaczęli według legendy błagać Boga o cud. Trzy dni później, nocą, arcybiskup nowogrodzki usłyszał głos z niebios, nakazujący mu wynieść z cerkwi Przemienienia Pańskiego ikonę Matki Bożej i przejść z nią wokół murów miejskich. W czasie pochodu, do którego przyłączyli się mieszkańcy miasta, strzała napastnika trafiła w ikonę. Wówczas z oczu Matki Bożej miały popłynąć łzy, a przerażeni cudem wojowie Bogolubskiego porzucili broń i oddalili się od miasta. W 1356 cudowna ikona została przeniesiona do specjalnie na ten cel wzniesionej cerkwi – pierwszej na świecie cerkwi pod wezwaniem Ikony Matki Bożej „Znak”. W późniejszym okresie powstał przy niej monaster pod tym samym wezwaniem.
Sława ikony sprawiła, że na Rusi zaczęły powstawać jej kopie. Niektóre z nich zyskały opinię cudownych niezależnie od pierwowzoru. Dla odróżnienia od pierwszej ikony „Znak” otrzymały one dodatkowe nazwy pochodzące od miast ich przechowywania, np. Abałacka, Kursko-Korzenna, Serafino-Ponietajewska. Na terenie Polski obiektem lokalnego kultu jest wariant ikony znajdujący się w cerkwi w Wólce Wygonowskiej.
Cerkiew, której patronką jest taka ikona, może być potocznie określana jako Znamieńska (od rosyjskiej nazwy ikony: Знамение, Znamienije).